# Lucien Bianco
Lucien Bianco (* 1930) ist ein französischer Sinologe und Historiker, der sich insbesondere mit chinesischer Sozialgeschichte und Landbevölkerung im 20. Jahrhundert befasst. Bekannt ist er für ein Buch über die Ursprünge der Kommunistischen Revolution in China.
Bianco studierte an der École normale supérieure (ENS) und Chinesisch an der École nationale des Langues orientales vivantes. 1957 erhielt er seine Agrégation und lehrte ab 1959 in Beauvais und ab 1961 in Paris. 1964/65 war er zu einem Forschungsaufenthalt an der Harvard University (East Asian Research Center). 1968 wurde er an der Universität Paris (Sorbonne) promoviert (La Crise de Sian (decémbre 1936)). Er war Directeur d’Études an der École des Hautes Études en Sciences Sociales und lehrte am Institut d’Études Politiques de Paris und der ENS.
Außerdem lehrte er an der University of Michigan, Harvard, der Princeton University, in Taiwan, an der Stanford University und in Hongkong.
Er war schon seit den 1960er Jahren ein Kritiker des Maoismus und der Kulturrevolution in China.

## Schriften
- Herausgeber und Mitautor Das Moderne Asien, Fischer Weltgeschichte, Band 16, 1969
- Der Weg zu Mao. Die Ursprünge der chinesischen Revolution, Ullstein 1969
  - Französisches Original: Les origines de la révolution chinoise 1915-1949. Paris : Gallimard, 1967, Englische Übersetzung: Origins of the chinese revolution 1915-1949, Stanford University Press 1971
- La Chine au XXe siècle. Paris : Fayard, 1990.
- La Chine. Un exposé pour comprendre, un essai pour réfléchir, Paris : Flammarion, 1994.
- Peasants Without the Party : Grass-Roots Movements in Twentieth-Century China, New York 2001, M.E. Sharpe, 2003 (erhielt den Joseph Levenson Book Prize 2003)
- Jacqueries et Révolution dans la Chine du XXe siècle, Paris : La Martinière, 2005.